# ¡Tres Amigos!
Los tres amigos (comercializada como ¡Los tres amigos! (en inglés como Three Amigos o ¡Three Amigos!) es una película de 1986 de comedia musical y aventuras dirigida por John Landis y escrita por Lorne Michaels, Steve Martin y Randy Newman, protagonizada por el mismo Martin, Chevy Chase y Martin Short, quienes interpretan a tres estrellas del cine mudo que son confundidos con "verdaderos héroes" por un pequeño pueblo mexicano y que deberán encontrar una manera de sobrevivir con esa reputación.
La película está considerada como la número 79 en la lista de las "100 películas más divertidas" del canal Bravo.

## Argumento
La película comienza con un bandido llamado El Guapo (Alfonso Arau) y su pandilla de matones quienes han estado recogiendo «una suma de dinero» del pequeño pueblo mexicano de Santo Poco. Carmen (Patrice Martinez), hija del líder de la aldea, busca a alguien que pueda venir al rescate de sus ciudadanos. Durante su visita a una pequeña iglesia del pueblo, observa una película muda con "Los tres amigos" y, creyendo que son verdaderos héroes, envía un telegrama a Hollywood pidiendo que vengan a detener a El Guapo. Sin embargo, el telegrafista edita su mensaje (omitiendo la parte de abajo) ya que tiene muy poco dinero para pagar por él.
Mientras tanto, Lucky Day (Steve Martin), Dusty Bottoms (Chevy Chase) y Ned Nederlander (Martin Short) son actores del cine mudo de Hollywood que representan a los Tres Amigos en la pantalla en 1916. Cuando piden un aumento de sueldo, el jefe del estudio, Harry Flugleman (Joe Mantegna), los despide y los desaloja de su propiedad que hacía función de estudio-vivienda. Poco después, reciben el telegrama de Carmen, pero al no saber interpretarlo, creen que se trata de una invitación a hacer una película con El Guapo. Después de entrar en el estudio para recuperar sus trajes, los amigos se dirigen a México. Al detenerse en una cantina cerca de Santo Poco, son confundidos con los amigos de un pistolero llamado El Alemán (Kai Wulff), que también está buscando a El Guapo y que llegó justo antes que ellos. Al percatarse del error, Carmen recoge a los Amigos y los lleva a la aldea, donde son alojados en la mejor casa en la ciudad y tratados muy bien. A la mañana siguiente, cuando tres de los hombres de El Guapo vienen a atacar el pueblo, los Amigos hacen un show de acrobacias al estilo de Hollywood que les deja muy confundidos. Los bandidos huyen cabalgando, con lo que todos piensan que los Amigos han derrotado al enemigo, pero en realidad, los hombres han ido a informar a El Guapo de lo que ha sucedido, y deciden regresar al día siguiente para matar a los Amigos.
Cuando los socios reales del Alemán llegan a la cantina, demostrando ser tan hábiles con las pistolas como él es, el pueblo lanza una bulliciosa celebración para los Amigos y su (supuesta) victoria. A la mañana siguiente, El Guapo y su banda vienen a Santo Poco y llaman a los Amigos, que confiesan que sólo han estado actuando y tienen demasiado miedo para enfrentarse a él después de que Lucky recibiese un disparo en el brazo. El Guapo permite a sus hombres saquear la aldea y secuestran a Carmen, ante lo cual los Amigos dejan Santo Poco en desgracia. Con nada que les espere de regreso en casa, Ned convence a Lucky y a Dusty de convertirse en héroes de la vida real e ir tras El Guapo. Su primer intento para encontrar su escondite falla, pero detectan un avión de carga y deciden seguirlo, el avión es pilotado por el alemán, que ha traído un cargamento de rifles para la banda con ayuda de sus asociados. Mientras, se están realizando los preparativos para la fiesta de cumpleaños número 40 de El Guapo, y en la cual planea hacer su esposa a Carmen. Los Amigos tratan de infiltrarse en la guarida, con resultados mixtos: Lucky es capturado y encadenado en un calabozo, mientras que Dusty cruza a través de una ventana y llega al cuarto de Carmen, y Ned termina colgando entre las decoraciones.
Lucky se libera y Dusty escapa sólo para ser capturado, Ned cae y es capturado también. El Alemán, después de haber idolatrado las habilidades de Ned por sacar rápido la pistola desde la infancia, lo reta a un duelo. Ned gana, matando a los hombres del Alemán, y Lucky tiene a El Guapo a punta de pistola lo suficientemente cerca para que Carmen y los Amigos puedan escapar - en primer lugar a caballo, después en el avión de los hombres del Alemán. Regresando a Santo Poco con todo el ejército de El Guapo detrás, reúnen a los aldeanos y les instan a valerse por sí mismos y arman un plan de defensa. Los bandidos llegan a la aldea, aparentemente vacía, sólo para encontrarse de repente con disparos por parte de los Amigos y caer en las zanjas llenas de agua, ocultas y excavadas por los aldeanos. Con el tiempo todos los hombres de El Guapo, ya sea que desiertan de él o mueren en el fuego, y él, con una herida mortal también. Mientras agoniza, los aldeanos -vestidos cual los Amigos y armados- salen para enfrentarse a él. El Guapo les felicita por este plan, luego le dispara en el pie a Lucky y muere.
Los habitantes del pueblo dicen a los Amigos que les darán todo el dinero que tienen, pero los Amigos se niegan, diciendo (como en sus películas) que hacer justicia es suficiente recompensa para ellos. A continuación, cabalgan hacia el atardecer, listos para seguir siendo "verdaderos héroes".

## Reparto
| Actor                            | Personaje                                  |
| -------------------------------- | ------------------------------------------ |
| Chevy Chase                      | Dusty Bottoms                              |
| Steve Martin                     | Lucky Day                                  |
| Martin Short                     | Ned Nederlander                            |
| Alfonso Arau                     | El guapo                                   |
| Tony Plana                       | Jefe                                       |
| Joe Mantegna                     | Harry Flugleman                            |
| Kai Wulff                        | El alemán                                  |
| Patrice Martínez                 | Carmen                                     |
| Norbert Weisser y Brian Thompson | "Los amigos del Alemán"                    |
| Randy Newman                     | El arbusto cantor                          |
| Phil Hartman y Jon Lovitz        | Sam y Morty, asistentes de Harry Flugleman |

## Producción
La película fue escrita por Martin, Michaels, y Randy Newman. Este último contribuyó con tres canciones originales: "La balada de los Tres Amigos", "My Little Buttercup", y "Blue Shadows ", mientras que la partitura musical fue compuesta por Elmer Bernstein. Se rodó en Simi Valley, California, el Bosque Nacional de Coronado, Old Tucson Studios y Hollywood.

## Recepción
La película recibió diferentes críticas. El crítico de cine Roger Ebert dijo: "Las ideas para hacer de Tres Amigos una buena comedia, están aquí, pero la locura falta." Obtuvo un 56% de calificación en el examen "rotten" dado por Rotten Tomatoes. Y obtuvo una calificación de 6,0/10 en IMDb. Ocupa el puesto número 79 en la lista de las "100 películas más divertidas" del canal Bravo.